# Andreas Müller (Fußballspieler, 2000)
Andreas Müller (* 20. Juli 2000 in Sinsheim) ist ein deutscher Fußballspieler, der beim KSC unter Vertrag steht.

## Karriere
Müller spielte in der Jugend beim TSV Waldangelloch, drer TSG 1899 Hoffenheim sowie für die A-Junioren von FC-Astoria Walldorf. Bei letzterem kam er während der  Saison 2019/20 in vier Regionalligapartien zum Einsatz. Auch für dessen Reservemannschaft kam er 2019 zu sechs Partien in der Verbandsliga Baden.
Zur Saison 2020/21 verpflichtete der Drittligist 1. FC Magdeburg Müller mit einem Zweijahresvertrag. In seiner ersten Saison stieg er gleich zum Stammspieler auf und erzielte als defensiver Mittelfeldspieler fünf Tore. Im Jahr 2022 stieg er mit der Mannschaft als Drittliga-Meister in die 2. Bundesliga auf und gewann außerdem den Sachsen-Anhalt-Pokal. 
Im Mai 2023 gab Aufsteiger SV Darmstadt 98 die ablösefreie Verpflichtung des 22-Jährigen ab der Bundesliga-Saison 2023/24 bekannt und stattete ihn mit einem Dreijahresvertrag aus. In dieser kam er elf Mal zum Einsatz und stieg mit dem Verein wieder in die 2. Bundesliga ab.
Im Sommer 2025 wechselte er zum Karlsruher SC.
Er ist verheiratet und hat einen Sohn.